# Mareșal al Franței

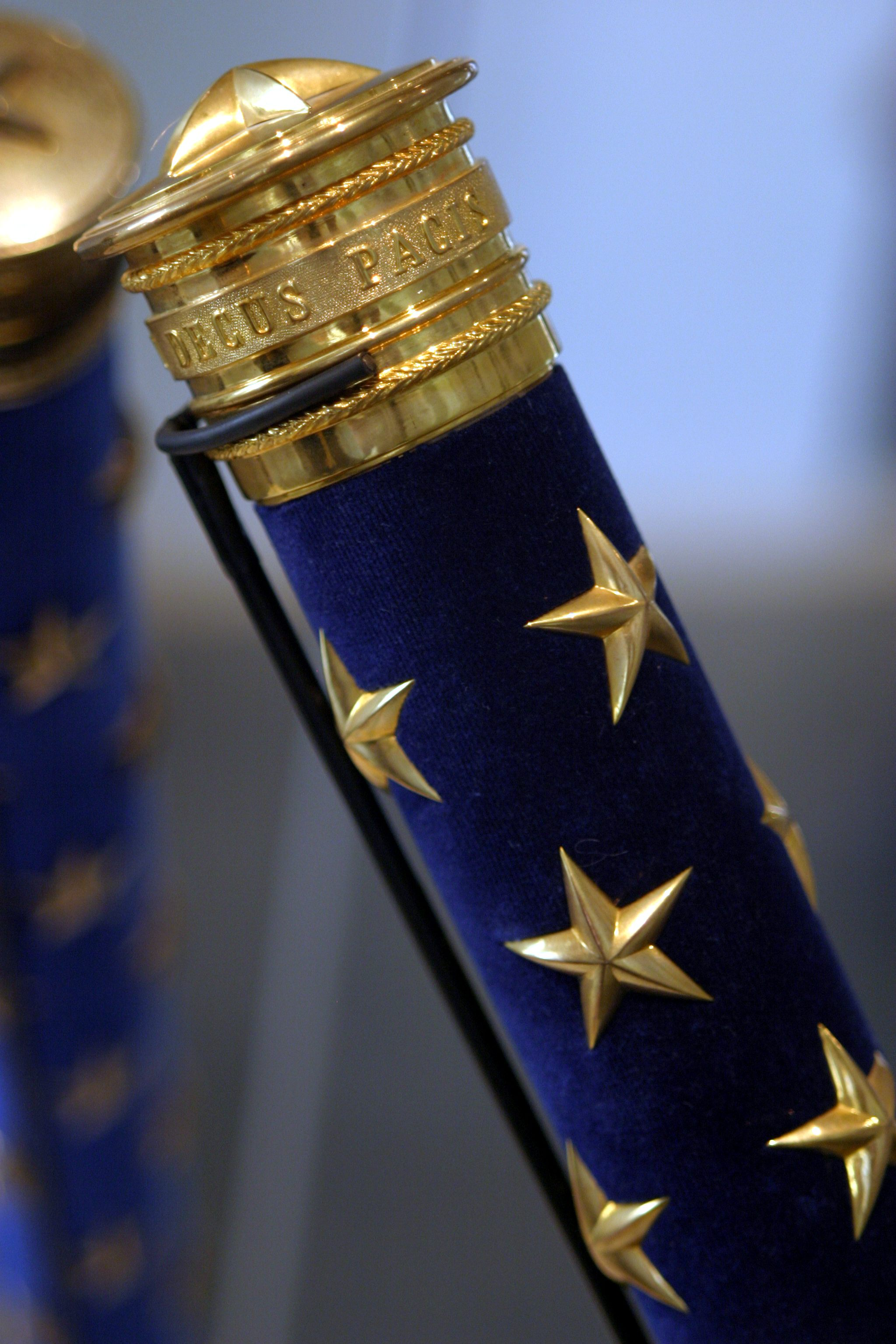
Un baston de Mareşal al Franţei

Sintagma Mareșal al Franței desemnează o demnitate acordată de statul francez militarilor cu merite excepționale. Această demnitate nu reprezintă gradul suprem în armata franceză, dar este rezervată exclusiv militarilor. De-a lungul istoriei, a mai existat și variațiunea „Mareșal al Imperiului” (fr. Maréchal d'Empire), folosită în perioada primului Imperiu și a celui de-al doilea Imperiu, această variantă având în mare același sens cu cel de Mareșal al Franței, cu excepția că reprezenta o demnitate exclusiv civilă, acordată militarilor cu merite deosebite pe câmpul de luptă. 
Pe parcursul istoriei Franței, 329 de persoane, printre care și persoane care nu aveau naționalitatea franceză, au primit această demnitate. În ultimii 50 de ani, bastonul de mareșal a fost acordat cu preponderență postum. Bastonul, semn distinctiv al mareșalului, își are originea în 1627, anul desființării titlului de conetabil.
Termenul este unul foarte vechi, provenind din perioada carolingiană, din cuvântul „marascahl”, din germana veche, desemnând grăjdarul regal. În regatul francez, acest sens se va păstra până în secolul al XV-lea, când mareșalul încetează să se mai ocupe efectiv de cai și preia trăsăturile moderne ale demnității, devenind un comandant militar. În timpul lui Ludovic al XIV-lea, care a numit nu mai puțin de cincizeci de mareșali de-a lungul domniei sale, titlul de mareșal dobândește o formă definită, care va fi păstrată de toate regimurile ce îl vor acorda.

## Mareșali ai Primului Imperiu
În timpul Primului Imperiu francez, Împăratul Napoleon I a numit 26 de mareșali, în 7 „promoții diferite”, după cum urmează (în ordinea apariției lor pe lista oficială).
În 1804, 18 generali au fost numiți mareșali, dintre care 4 onorifici: 
- Louis Alexandre Berthier
- Joachim Murat
- Bon Adrien Jeannot de Moncey
- Jean-Baptiste Jourdan
- André Masséna
- Pierre Augereau
- Jean-Baptiste Bernadotte
- Guillaume Marie-Anne Brune
- Nicolas Jean-de-Dieu Soult
- Jean Lannes
- Édouard Adolphe Casimir Joseph Mortier
- Michel Ney
- Louis Nicolas Davout
- Jean-Baptiste Bessières
- François Christophe Kellermann (onorific)
- François Joseph Lefebvre (onorific)
- Catherine-Dominique de Pérignon (onorific)
- Jean-Mathieu-Philibert Sérurier (onorific)

În 1807, a fost numit un mareșal:
- Claude Victor-Perrin

În 1809, au fost numiți 3 mareșali:
- Étienne Jacques Joseph Alexandre MacDonald
- Nicolas Oudinot
- Auguste Frédéric Louis Viesse de Marmont

În 1811, un singur general a devenit mareșal:
- Louis Gabriel Suchet

În 1813, a fost numit un mareșal:
- Laurent Gouvion Saint-Cyr

În 1813, a fost numit un mareșal, singurul străin dintre cei 26:
- Joseph Poniatowski

În 1815, a fost numit un mareșal:
- Emmanuel de Grouchy